# Liste sambischer Maler und Bildhauer
Dies ist die (unvollständige) Liste der Maler und Bildhauer Sambias:
- Julia Zigha Malunga (* 1964) aus Kabwe, Maler, im Vorstand des Zambia National Visual Arts Council
- Linda Chandia (* 1968) aus Kitwe, Maler
- Tessie Lombe Lusale An’gole (* 1972) aus der Nordprovinz, Maler
- Vandita Varjangbhay (* 1972) aus Lusaka, Maler
- Kate Naluyele (* 1976) aus dem Bezirk Chinsali, Maler
- Namakau Nalumango (* 1957) aus Mongu, Maler
- Sylvia Shichongo Mwando (* 1975) aus Lusaka, Maler
- Patson Lombe, Maler
- Agnes Buya Yombwe (* 1966) aus Mazabuka, Maler
- Anawana Haloba, Maler, Installationen
- Friday Tembo (* 1962; † 9. März 2004), Bildhauer[1][2]
- Lutanda Mwamba (* 11. Juli 1966), Maler, Bildhauer, Kunstdruck[3]
- William Miko (* 1961), Maler
- Sylvester Mumbi Chandia, (Pseudonym: Flinto Chandia), Bildhauer[4]
- Kaswende (* 1960), Maler
- Fanizani Akuda (* 11. November 1932; † 5. Februar 2011), Bildhauer[5]
- Baba Jakeh Chande, Bildhauer[6]
- David Chirwa (* 1968), Bildhauer[7]